# Jocul (film din 1997)

Jocul (The Game) este un film american (thriller) produs în anul 1997 în regia lui David Fincher, scenariul John Brancato și Michael Ferris, rolul principal fiind jucat de Michael Douglas.

## Acțiune
Nicholas van Orton este un om foarte bogat și un investitor dur, fără scrupule. Din cauza afacerilor sale, el neglijează viața familiala si relațiile cu prietenii. Nu are nici un contact cu soția și copilul său care trăiesc despărțiți de el. Pe fratele său Conrad, fost consumator de droguri, îl tratează distant. Această stare de lucruri se va schimba datorită cadoului pe care Conrad îl oferă cu ocazia aniversării a 48 de ani. Neobișnuitul cadou este participarea la un joc care-ți schimbă modul de viață organizat de firma Consumer Recreation Services (CRS). Ezitant la început, Nicholas acceptă în cele din urmă cadoul. După semnarea contractului de participare la joc cu reprezentantul firmei CRS, jocul începe fără o avertizare prealabilă și determină o serie de peripeții în care Nicholas este amenințat, păcălit, înșelat încât devine incapabil de a discerne evenimentele reale de cele legate de participarea sa la joc. De câteva ori este în pericol de a-și pierde viața, conturile lui la bancă dispar, ajunge sărac.
Toate aceste emoții schimbă modul în care omul de afaceri privește viața și determină o transformare neasteptată. Începe să-și viziteze copilul și fosta soție, caută contactul cu prietenii. În încheiere el constată că toate cele întâmplate cu el au fost doar farse ce făceau parte din joc.

## Distribuție
- Michael Douglas: Nicholas van Orton
- Sean Penn: Conrad van Orton
- Deborah Kara Unger: Christine
- James Rebhorn: Jim Feingold
- Peter Donat: Samuel Sutherland
- Carroll Baker: Ilsa
- Anna Katarina: Elizabeth
- Armin Mueller-Stahl: Anson Baer
- Charles Martinet: Nicholas' Vater

## Primire
Filmul a fost clasificat pe locul 44  în topul 100 Scariest Movie Moments realizat de Bravo.